# 严桥镇 (雅安市)
严桥镇，是中华人民共和国四川省雅安市雨城区曾经下辖的一个镇。2019年12月，撤销严桥镇，将其所属行政区域划归晏场镇管辖。

## 行政区划
严桥镇撤销前下辖以下地区：
严桥村、团结村、大里村、新和村、许桥村、新祥村、王家村、凤凰村和后经村。